# Torneo Apertura 2015 de Segunda División de Costa Rica
El Torneo de Apertura 2015, también conocida por razones de patrocinio como la Liga Movistar, es la edición n° 78 del campeonato de Segunda División. La temporada 2015 - 2016 de la Liga de Ascenso dará inicio en agosto y finalizará en diciembre.
El sistema de juego será el mismo que la temporada anterior, se dividirá en dos torneos, Apertura y Clausura. En cada torneo jugarán todos contra todos en su respectivo grupo a visita recíproca.
Los primeros cuatro equipos de cada grupo clasificarán a la siguiente ronda de forma cruzada en los cuartos de final, los cuatro ganadores pasarán a las semifinales y los dos ganadores a la final de cada torneo.
Si el ganador del torneo de Clausura es el mismo del Apertura, será el campeón de la Liga de Ascenso y militará la próxima temporada en la Primera División.

## Información de los equipos

### Equipos
| Equipo                                                                    | Entrenador              | Ciudad         | Estadio                  | Capacidad |
| ------------------------------------------------------------------------- | ----------------------- | -------------- | ------------------------ | --------- |
| Palmares                                                                  | Leonel Vásquez          | Palmares       | Jorge Palmareño Solís    | 4000      |
| Guanacasteca                                                              | Luis Molina             | Nicoya         | Estadio Chorotega        | 5.000     |
| Generación Saprissa                                                       | Enrique Rivers          | Tibás          | Estadio Ricardo Saprissa | 23.170    |
| Jicaral Sercoba                                                           | Rónald Mora             | Jicaral        | Luis Briceño Porras      | 2.000     |
| Puntarenas FC                                                             | Walter Centeno          | Puntarenas     | Estadio Lito Pérez       | 4.105     |
| Cartagena                                                                 | José de Jesús García    | Santa Cruz     | Estadio Cacique Diría    | 1.500     |
| Municipal Grecia                                                          | Eduardo Torres          | Grecia         | Estadio Allen Riggioni   | 4.000     |
| San Carlos                                                                | Juan Blanco             | Ciudad Quesada | Estadio Carlos Ugalde    | 13.000    |
| Cariari de Pococí                                                         | Gonzalo                 | Cariari        | Comunal de Cariari       | 1.200     |
| Real Lemusa                                                               | Bandera de Costa Rica   | Cariari        | Cancha Carlos Aguilera   | 1.000     |
| Aserrí FC                                                                 | Fabián Barquero         | Aserrí         | ST Center                | 1.500     |
| Archivo:600px Bisection vertical White HEX-FF0000.svg Municipal Turrialba | Bandera de Costa Rica   | Turrialba      | Rafael Ángel Camacho     | 4.500     |
| Selección de Osa                                                          | Carlos Vargas           | Osa            | Ciudad Cortés            | 2.500     |
| Municipal Coto Brus                                                       | Luis Fernando Sosa      | Coto Brus      | Hamilton Villalobos      | 2.800     |
| Barrio México                                                             | José Araya              | Guadalupe      | Coyella Fonseca          | 4.500     |
| Jacó Rays FC                                                              | Vinicio Alvarado        | Garabito       | Garabito                 | 2.200     |
| Escazuceña                                                                | Luis Fernández Teixeira | Escazú         | Estadio Nicolás Masís    | 3.000     |
| AS Puma                                                                   | Edgar Carvajal          | Pérez Zeledón  | Municipal de P. Zeledón  | 5.500     |

## Goleadores
| 1º                                  | Randy Chirino      | Generación Saprissa                                                       | 10 |
| 2º                                  | Jairo Picado       | Selección de Osa                                                          | 9  |
| 2º                                  | Álvaro Aguilar     | San Carlos                                                                | 9  |
| 2º                                  | Frank Zamora       | Puntarenas FC                                                             | 9  |
| 2º                                  | Luis González      | AS Puma Generaleña                                                        | 9  |
| 3º                                  | Juan Vicente Solís | San Carlos                                                                | 8  |
| 3º                                  | Carlos León        | Real Pococí                                                               | 8  |
| 4º                                  | Greivin Ureña      | Selección de Osa                                                          | 6  |
| 4º                                  | Marvin Valerio     | Jacó Rays                                                                 | 6  |
| 4º                                  | Cristian Carrillo  | CD. Barrio México                                                         | 6  |
| 4º                                  | Kenneth Solano     | Archivo:600px Bisection vertical White HEX-FF0000.svg Municipal Turrialba | 6  |
| Actualizada: 3 de noviembre de 2015 |                    |                                                                           |    |

- En la tabla se acumulan los goles hechos en el Apertura 2015 y Clausura 2016.

## Tablas de Posiciones

### Grupo A
|  |    | Equipo              | PJ | G  | E | P  | GF | GC | Dif | Pts |
|  | -- | ------------------- | -- | -- | - | -- | -- | -- | --- | --- |
|  | 1. | San Carlos          | 16 | 12 | 3 | 1  | 39 | 18 | +21 | 39  |
|  | 2. | Jicaral Sercoba     | 16 | 9  | 6 | 1  | 30 | 16 | +14 | 33  |
|  | 3. | Municipal Grecia    | 16 | 8  | 2 | 6  | 22 | 15 | +7  | 26  |
|  | 4. | Guanacasteca        | 16 | 6  | 4 | 6  | 19 | 25 | -6  | 22  |
|  | 5. | Puntarenas FC (*)   | 16 | 6  | 4 | 6  | 24 | 26 | -2  | 19  |
|  | 6. | Escazuceña          | 16 | 4  | 6 | 6  | 28 | 26 | +2  | 18  |
|  | 7. | Palmares            | 16 | 4  | 5 | 7  | 21 | 24 | -3  | 17  |
|  | 8. | Generación Saprissa | 16 | 4  | 3 | 9  | 28 | 29 | -1  | 15  |
|  | 9. | Deportivo Cartagena | 16 | 2  | 1 | 13 | 12 | 44 | -32 | 7   |

El Puntarenas FC fue sancionado con -3 (menos tres puntos) por no cumplir con la regla de los Sub-21. Dicha sanción le costó no clasificar a la siguiente fase a pesar de hacer el puntaje suficiente para avanzar.

### Grupo B
|  |    | Equipo                                                                    | PJ | G  | E | P  | GF | GC | Dif | Pts |
|  | -- | ------------------------------------------------------------------------- | -- | -- | - | -- | -- | -- | --- | --- |
|  | 1. | Selección de Osa                                                          | 16 | 10 | 2 | 4  | 33 | 21 | +12 | 32  |
|  | 2. | CD. Barrio México                                                         | 16 | 9  | 2 | 5  | 32 | 22 | +10 | 29  |
|  | 3. | Jacó Rays FC                                                              | 16 | 8  | 5 | 3  | 28 | 21 | +7  | 29  |
|  | 4. | AS Puma                                                                   | 16 | 7  | 4 | 5  | 36 | 28 | +8  | 25  |
|  | 5. | Aserrí FC                                                                 | 16 | 7  | 3 | 6  | 27 | 21 | +6  | 24  |
|  | 6. | Coto Brus                                                                 | 16 | 6  | 4 | 6  | 16 | 18 | -2  | 22  |
|  | 7. | Cariari de Pococí                                                         | 16 | 5  | 5 | 6  | 23 | 27 | -4  | 20  |
|  | 8. | Archivo:600px Bisection vertical White HEX-FF0000.svg Municipal Turrialba | 16 | 3  | 3 | 10 | 19 | 37 | -18 | 12  |
|  | 9. | Real Pococí                                                               | 16 | 2  | 2 | 12 | 17 | 36 | -19 | 8   |

### Tabla General
|  |     | Equipo                                                                    | PJ | G  | E | P  | GF | GC | Dif | Pts |
|  | --- | ------------------------------------------------------------------------- | -- | -- | - | -- | -- | -- | --- | --- |
|  | 1.  | San Carlos                                                                | 16 | 12 | 3 | 1  | 39 | 18 | +21 | 39  |
|  | 2.  | Jicaral Sercoba                                                           | 16 | 9  | 6 | 1  | 30 | 16 | +14 | 33  |
|  | 3.  | Selección de Osa                                                          | 16 | 10 | 2 | 4  | 33 | 21 | +12 | 32  |
|  | 4.  | CD. Barrio México                                                         | 16 | 9  | 2 | 5  | 32 | 22 | +10 | 29  |
|  | 5.  | Jacó Rays FC                                                              | 16 | 8  | 5 | 3  | 28 | 21 | +7  | 29  |
|  | 6.  | Municipal Grecia                                                          | 16 | 8  | 2 | 6  | 22 | 15 | +7  | 26  |
|  | 7.  | AS Puma                                                                   | 16 | 7  | 4 | 5  | 36 | 28 | +8  | 25  |
|  | 8.  | Aserrí FC                                                                 | 16 | 7  | 3 | 6  | 27 | 21 | +6  | 24  |
|  | 9.  | Guanacasteca                                                              | 16 | 6  | 4 | 6  | 19 | 25 | -6  | 22  |
|  | 10. | Coto Brus                                                                 | 16 | 6  | 4 | 6  | 16 | 18 | -2  | 22  |
|  | 11. | Cariari de Pococí                                                         | 16 | 5  | 5 | 6  | 23 | 27 | -4  | 20  |
|  | 12. | Puntarenas FC                                                             | 16 | 6  | 4 | 6  | 24 | 26 | -2  | 19  |
|  | 13. | Escazuceña                                                                | 16 | 4  | 6 | 6  | 28 | 26 | +2  | 18  |
|  | 14. | Palmares                                                                  | 16 | 4  | 5 | 7  | 21 | 24 | -3  | 17  |
|  | 15. | Archivo:600px Bisection vertical White HEX-FF0000.svg Municipal Turrialba | 16 | 3  | 3 | 10 | 19 | 37 | -18 | 12  |
|  | 16. | Generación Saprissa                                                       | 16 | 4  | 3 | 9  | 28 | 29 | -1  | 15  |
|  | 17. | Real Pococí                                                               | 16 | 2  | 2 | 12 | 17 | 36 | -19 | 8   |
|  | 18. | Deportivo Cartagena                                                       | 16 | 2  | 1 | 13 | 12 | 44 | -32 | 7   |

Pts = Puntos; PJ = Partidos jugados; G = Partidos ganados; E = Partidos empatados; P = Partidos perdidos; GF = Goles anotados; GC = Goles recibidos; Dif = Diferencia de goles
|  | En zona de descenso a la Tercera División. |

## Jornadas
| San Carlos           | 4 - 1 | Guanacasteca        | Carlos Ugalde  | 15 de agosto | 19:00 |
| Juventud Escazuceña  | 1 - 2 | COFUTPA Palmares    | Nicolás Macís  | 15 de agosto | 20:00 |
| Municipal Grecia     | 2 - 1 | Deportivo Cartagena | Allen Riggioni | 16 de agosto | 11:00 |
| Jicaral Sercoba      | 1 - 0 | Generación Saprissa | Luis Briceño   | 16 de agosto | 11:15 |
| Libre: Puntarenas FC |       |                     |                |              |       |
| Total de goles:      |       |                     |                |              |       |

| Aserrí FC           | 0 - 1 | Barrio México       | ST Center            | 15 de agosto | 15:00 |
| Jacó Rays           | 4 - 0 | Real Pococí         | Garabito             | 15 de agosto | 15:00 |
| Osa                 | 1 - 2 | AS Puma             | Ciudad Cortés        | 16 de agosto | 13:00 |
| Municipal Turrialba | 1 - 1 | Municipal Coto Brus | Rafael Ángel Camacho | 16 de agosto | 15:00 |
| Libre: Cariari      |       |                     |                      |              |       |

| Generación Saprissa | 3 - 3 | Escazuceña       | El Labrador     | 22 de agosto  | 15:00 |
| Palmares            | 0 - 1 | San Carlos       | Palmareño Solís | 23 de agosto  | 11:00 |
| Cartagena           | 0 - 3 | Jicaral          | Cacique Diría   | 23 de agosto  | 11:00 |
| Puntarenas FC       | -     | Municipal Grecia | Lito Pérez      | No programado | -     |
| Libre: Guanacasteca |       |                  |                 |               |       |

| Municipal Coto Brus | 0 - 0 | Jacó Rays | Hamilton Villalobos | 22 de agosto | 15:00 |
| Barrio México       | 0 - 1 | Osa       | Coyella Fonseca     | 22 de agosto | 15:00 |
| Cariari             | 1 - 0 | Aserrí FC | Comunal             | 22 de agosto | 19:30 |
| AS Puma Generaleña  | 1 - 1 | Turrialba | Keylor Navas Gamboa | 23 de agosto | 15:30 |
| Libre: Real Pococí  |       |           |                     |              |       |

| Guanacasteca            | 1 - 1 | Palmares            | Chorotega     | 26 de agosto  | 15:00 |
| San Carlos              | 3 - 2 | Generación Saprissa | Carlos Ugalde | 26 de agosto  | 19:30 |
| Escazuceña              | 3 - 0 | Cartagena           | Nicolás Masís | 26 de agosto  | 20:00 |
| Jicaral                 | -     | Puntarenas FC       |               | No programado |       |
| Libre: Municipal Grecia |       |                     |               |               |       |

| Osa              | 3 - 1 | Cariari             | Municipal de Ciudad Cortés | 26 de agosto | 15:00 |
| Turrialba        | 2 - 4 | Barrio México       | Rafael Ángel Camacho       | 26 de agosto | 15:00 |
| Jacó Rays        | 3 - 2 | AS Puma Generaleña  | Garabito                   | 26 de agosto | 15:00 |
| Real Pococí      | 0 - 1 | Municipal Coto Brus | Ebal Rodríguez             | 26 de agosto | 15:00 |
| Libre: Aserrí FC |       |                     |                            |              |       |

| Cartagena           | 2 - 3 | San Carlos   | Cacique Diría  | 29 de agosto | 15:00 |
| Generación Saprissa | 0 - 2 | Guanacasteca | Cuty Monge     | 29 de agosto | 15:00 |
| Puntarenas FC       | 3 - 1 | Escazuceña   | Lito Pérez     | 29 de agosto | 19:00 |
| Municipal Grecia    | 1 - 1 | Jicaral      | Allen Riggioni | 30 de agosto | 11:00 |
| Libre: Palmares     |       |              |                |              |       |

| Aserrí FC        | 1 - 1 | Osa         | ST Center               | 29 de agosto | 15:00 |
| Cariari          | 0 - 2 | Turrialba   | Comunal                 | 29 de agosto | 19:00 |
| Barrio México    | 1 - 1 | Jacó Rays   | Coyella Fonseca         | 30 de agosto | 11:00 |
| AS Puma          | 5 - 4 | Real Pococí | Estadio Municipal de PZ | 30 de agosto | 15:00 |
| Libre: Coto Brus |       |             |                         |              |       |

| San Carlos     | 3 - 0 | Puntarenas FC       | Carlos Ugalde   | 5 de septiembre | 19:30 |
| Escazuceña     | 3 - 2 | Municipal Grecia    | Nicolás Macís   | 5 de septiembre | 20:00 |
| Guanacasteca   | 2 - 1 | Cartagena           | Chorotega       | 6 de septiembre | 11:00 |
| Palmares       | 2 - 2 | Generación Saprissa | Palmareño Solís | 6 de septiembre | 11:00 |
| Libre: Jicaral |       |                     |                 |                 |       |

| Jacó Rays               | 1 - 1 | Cariari       | Garabito             | 5 de septiembre | 15:00 |
| Municipal Coto Brus     | 0 - 1 | AS Puma       | Hamilton Villalobos  | 5 de septiembre | 15:15 |
| Real Pococí             | 1 - 2 | Barrio México | Cancha La Colonia    | 6 de septiembre | 14:00 |
| Municipal Turrialba     | 0 - 3 | Aserrí FC     | Rafael Ángel Camacho | 6 de septiembre | 15:00 |
| Libre: Selección de Osa |       |               |                      |                 |       |

| Municipal Grecia           | 1 - 2 | San Carlos   | Allen Riggioni | 9 de septiembre | 15:00 |
| Jicaral                    | 2 - 2 | Escazuceña   | Luis Briceño   | 9 de septiembre | 15:00 |
| Cartagena                  | 2 - 2 | Palmares     | Cacique Diría  | 9 de septiembre | 15:00 |
| Puntarenas FC              | 2 - 1 | Guanacasteca | Lito Pérez     | 9 de septiembre | 19:00 |
| Libre: Generación Saprissa |       |              |                |                 |       |

| Aserrí FC                 | 5 - 2 | Jacó Rays   | ST Center       | 9 de septiembre  | 15:00 |
| Barrio México             | 0 - 2 | Coto Brus   | Coyella Fonseca | 9 de septiembre  | 19:00 |
| Osa                       | 3 - 0 | Turrialba   | Ciudad Cortés   | 23 de septiembre | 15:00 |
| Cariari                   | -     | Real Pococí | Comunal         | Suspendido       |       |
| Libre: AS Puma Generaleña |       |             |                 |                  |       |

| Generación Saprissa | 4 - 0 | Cartagena        | Cuty Monge      | 12 de septiembre | 15:00 |
| San Carlos          | 2 - 3 | Jicaral          | Carlos Ugalde   | 12 de septiembre | 17:15 |
| Guanacasteca        | 0 - 2 | Municipal Grecia | Chorotega       | 13 de septiembre | 11:00 |
| Palmares            | 1 - 1 | Puntarenas FC    | Palmareño Solís | 13 de septiembre | 11:00 |
| Libre: Escazuceña   |       |                  |                 |                  |       |

| Jacó Rays                  | 1 - 2 | Osa           | Garabito                | 12 de septiembre | 15:00 |
| Coto Brus                  | 1 - 0 | Cariari       | Hamilton Villalobos     | 12 de septiembre | 15:15 |
| Real Pococí                | 0 - 2 | Aserrí FC     | Cancha La Colonia       | 13 de septiembre | 14:00 |
| AS Puma                    | -     | Barrio México | Estadio Municipal de PZ | Suspendido       |       |
| Libre: Municipal Turrialba |       |               |                         |                  |       |

| Puntarenas FC    | 3 - 2 | Generación Saprissa | Lito Pérez     | 19 de septiembre | 19:00 |
| Escazuceña       | 0 - 3 | San Carlos          | Nicolás Macís  | 19 de septiembre | 20:00 |
| Jicaral          | 2 - 2 | Guanacasteca        | Luis Briceño   | 19 de septiembre | 11:00 |
| Municipal Grecia | 3 - 1 | Palmares            | Allen Riggioni | 19 de septiembre | 11:00 |
| Libre: Cartagena |       |                     |                |                  |       |

| Aserrí FC            | 3 - 1 | Coto Brus          | ST Center        | 19 de septiembre     | 15:00 |
| Cariari              | 2 - 2 | AS Puma Generaleña | Comunal          | 19 de septiembre     | 19:30 |
| Osa                  | 3 - 1 | Real Pococí        | 20 de septiembre | Ciudad Cortés        | 13:00 |
| Turrialba            | 2 - 2 | Jacó Rays          | 20 de septiembre | Rafael Ángel Camacho | 15:00 |
| Libre: Barrio México |       |                    |                  |                      |       |

| Cartagena           | 2 - 3 | Puntarenas FC    | Cacique Diría   | 26 de septiembre | 15:00 |
| Generación Saprissa | 1 - 2 | Municipal Grecia | CEFISA          | 27 de septiembre | 10:00 |
| Palmares            | 1 - 2 | Jicaral          | Palmareño Solís | 27 de septiembre | 11:00 |
| Guanacasteca        | 1 - 1 | Escazuceña       | Chorotega       | 27 de septiembre | 11:00 |
| Libre: San Carlos   |       |                  |                 |                  |       |

| Barrio México      | 1 - 1 | Cariari             | Coyella Fonseca     | 26 de septiembre | 15:00 |
| Coto Brus          | 3 - 1 | Osa                 | Hamilton Villalobos | 26 de septiembre | 15:15 |
| AS Puma Generaleña | 1 - 3 | Aserrí FC           | Municipal de PZ     | 26 de septiembre | 11:00 |
| Real Pococí        | -     | Municipal Turrialba | Cancha La Colonia   | 26 de septiembre | 15:00 |
| Libre: Jacó Rays   |       |                     |                     |                  |       |

### Segunda vuelta
| Generación Saprissa  | 1 - 2 | Jicaral          | CEFISA          | 3 de octubre | 15:00 |
| Guanacasteca         | 0 - 3 | San Carlos       | Chorotega       | 4 de octubre | 11:00 |
| Palmares             | 3 - 0 | Escazuceña       | Palmareño Solís | 4 de octubre | 11:00 |
| Cartagena            | 1 - 0 | Municipal Grecia | Carrillo        | 4 de octubre | 11:00 |
| Libre: Puntarenas FC |       |                  |                 |              |       |

| Barrio México            | 2 - 1 | Aserrí FC | Coyella Fonseca     | 3 de octubre | 15:00 |
| AS Puma                  | 3 - 3 | Osa       | Polideportivo de PZ | 3 de octubre | 15:00 |
| Coto Brus                | 2 - 1 | Turrialba | Hamilton Villalobos | 3 de octubre | 15:15 |
| Real Pococí              | -     | Jacó Rays | Cancha La Colonia   | 4 de octubre | 15:00 |
| Libre: Cariari de Pococí |       |           |                     |              |       |

| Jicaral             | 3 - 0 | Cartagena           | Luis Briceño   | 7 de octubre | 15:00 |
| Municipal Grecia    | 1 - 0 | Puntarenas FC       | Allen Riggioni | 7 de octubre | 15:00 |
| San Carlos          | 2 - 1 | Palmares            | Carlos Ugalde  | 7 de octubre | 19:30 |
| Escazuceña          | 1 - 2 | Generación Saprissa | Nicolás Macís  | 7 de octubre | 20:00 |
| Libre: Guanacasteca |       |                     |                |              |       |

| Jacó Rays          | 1 - 1 | Coto Brus     | Garabito             | 7 de octubre | 15:00 |
| Turrialba          | 0 - 5 | AS Puma       | Rafael Ángel Camacho | 7 de octubre | 15:00 |
| Osa                | 3 - 2 | Barrio México | Ciudad Cortés        | 7 de octubre | 15:00 |
| Aserrí FC          | 1 - 1 | Cariari       | ST Center            | 7 de octubre | 15:00 |
| Libre: Real Pococí |       |               |                      |              |       |

| Generación Saprissa     | 2 - 2 | San Carlos   | CEFISA          | 10 de octubre | 15:00 |
| Puntarenas FC           | 1 - 1 | Jicaral      | Lito Pérez      | 10 de octubre | 19:00 |
| Cartagena               | 0 - 6 | Escazuceña   | Carrillo        | 11 de octubre | 11:00 |
| Palmares                | 1 - 2 | Guanacasteca | Palmareño Solís | 11 de octubre | 11:00 |
| Libre: Municipal Grecia |       |              |                 |               |       |

| Barrio México    | 5 - 0 | Turrialba   | Coyella Fonseca     | 10 de octubre | 15:00 |
| Cariari          | 4 - 2 | Osa         | Comunal             | 10 de octubre | 19:30 |
| AS Puma          | 1 - 2 | Jacó Rays   | Municipal de PZ     | 11 de octubre | 11:00 |
| Coto Brus        | 2 - 2 | Real Pococí | Hamilton Villalobos | 11 de octubre | 15:00 |
| Libre: Aserrí FC |       |             |                     |               |       |

| San Carlos      | 2 - 0 | Cartagena           | Carlos Ugalde | 17 de octubre | 19:30 |
| Escazuceña      | 1 - 1 | Puntarenas FC       | Nicolás Macís | 17 de octubre | 20:00 |
| Guanacasteca    | 2 - 0 | Generación Saprissa | Chorotega     | 18 de octubre | 11:00 |
| Jicaral Sercoba | 1 - 0 | Municipal Grecia    | Luis Briceño  | 18 de octubre | 11:15 |
| Libre: Palmares |       |                     |               |               |       |

| Jacó Rays        | 3 - 2 | Barrio México      | Garabito             | 17 de octubre | 15:00 |
| Osa              | 4 - 0 | Aserrí FC          | Ciudad Cortés        | 18 de octubre | 13:00 |
| Real Pococí      | 1 - 2 | AS Puma Generaleña | Cancha La Colonia    | 18 de octubre | 15:00 |
| Turrialba        | 4 - 3 | Cariari            | Rafael Ángel Camacho | 18 de octubre | 15:00 |
| Libre: Coto Brus |       |                    |                      |               |       |

| Municipal Grecia       | 2 - 1 | Escazuceña   | Allen Riggioni | 21 de octubre | 15:00 |
| Cartagena              | 2 - 0 | Guanacasteca | Carrillo       | 21 de octubre | 15:00 |
| Generación Saprissa    | 1 - 2 | Palmares     | CEFISA         | 21 de octubre | 15:00 |
| Puntarenas FC          | 3 - 3 | San Carlos   | Lito Pérez     | 21 de octubre | 19:00 |
| Libre: Jicaral Sercoba |       |              |                |               |       |

| Aserrí FC     | 3 - 2 | Turrialba   | ST Center        | 21 de octubre | 15:00 |
| AS Puma       | 2 - 0 | Coto Brus   | Polideportivo PZ | 21 de octubre | 15:00 |
| Barrio México | 3 - 2 | Real Pococí | Coyella Fonseca  | 21 de octubre | 19:00 |
| Cariari       | 0 - 1 | Jacó Rays   | Comunal          | 21 de octubre | 19:30 |
| Libre: Osa    |       |             |                  |               |       |

| San Carlos                 | 2 - 1 | Municipal Grecia | Carlos Ugalde   | 24 de octubre | 19:30 |
| Escazuceña                 | 0 - 0 | Jicaral          | Nicolás Macís   | 24 de octubre | 20:00 |
| Palmares                   | 2 - 0 | Cartagena        | Palmareño Solís | 25 de octubre | 11:00 |
| Guanacasteca               | 2 - 1 | Puntarenas FC    | Chorotega       | 25 de octubre | 11:00 |
| Libre: Generación Saprissa |       |                  |                 |               |       |

| Jacó Rays                 | 2 - 1 | Aserrí FC     | Garabito             | 24 de octubre | 15:00 |
| Coto Brus                 | 0 - 1 | Barrio México | Hamilton Villalobos  | 24 de octubre | 15:15 |
| Real Pococí               | 1 - 1 | Cariari       | La Colonia           | 25 de octubre | 15:00 |
| Turrialba                 | 1 - 2 | Osa           | Rafael Ángel Camacho | 25 de octubre | 15:00 |
| Libre: AS Puma Generaleña |       |               |                      |               |       |

| Municipal Grecia           | 0 - 1 | Guanacasteca        | Allen Riggioni       | 28 de octubre | 15:00 |
| Jicaral                    | 1 - 3 | San Carlos          | Luis Antonio Briceño | 28 de octubre | 15:00 |
| Cartagena                  | 1 - 6 | Generación Saprissa | Carrillo             | 28 de octubre | 15:00 |
| Puntarenas FC              | 2 - 0 | Palmares            | Lito Pérez           | 28 de octubre | 19:00 |
| Libre: Juventud Escazuceña |       |                     |                      |               |       |

| Osa                        | 2 - 0 | Jacó Rays          | Ciudad Cortés   | 28 de octubre | 15:00 |
| Aserrí FC                  | 2 - 0 | Real Pococí        | ST Center       | 28 de octubre | 15:00 |
| Barrio México              | 4 - 1 | AS Puma Generaleña | Coyella Fonseca | 28 de octubre | 19:00 |
| Cariari                    | 3 - 0 | Coto Brus          | Comunal         | 28 de octubre | 19:30 |
| Libre: Municipal Turrialba |       |                    |                 |               |       |

| Generación Saprissa | 2 - 1 | Puntarenas FC    | CEFISA          | 1 de noviembre | 15:00 |
| Palmares            | 0 - 0 | Municipal Grecia | Palmareño Solís | 1 de noviembre | 15:00 |
| Guanacasteca        | 1 - 1 | Jicaral          | Chorotega       | 1 de noviembre | 15:00 |
| San Carlos          | 1 - 1 | Escazuceña       | Carlos Ugalde   | 1 de noviembre | 15:00 |
| Libre: Cartagena    |       |                  |                 |                |       |

| AS Puma              | 5 - 0 | Cariari   | Polideportivo de PZ | 1 de noviembre | 15:00 |
| Coto Brus            | 2 - 1 | Aserrí FC | Hamilton Villalobos | 1 de noviembre | 15:00 |
| Real Pococí          | 2 - 1 | Osa       | Carlos Aguilera     | 1 de noviembre | 15:00 |
| Jacó Rays            | 2 - 1 | Osa       | Garabito            | 1 de noviembre | 15:00 |
| Libre: Barrio México |       |           |                     |                |       |

| Escazuceña        | 4 - 1 | Guanacasteca        | Nicolás Macís  | 8 de noviembre | 15:00 |
| Jicaral           | 4 - 2 | Palmares            | Luis Briceño   | 8 de noviembre | 15:00 |
| Municipal Grecia  | 2 - 0 | Generación Saprissa | Allen Riggioni | 8 de noviembre | 15:00 |
| Puntarenas FC     | 3 - 0 | Cartagena           | Lito Pérez     | 8 de noviembre | 15:00 |
| Libre: San Carlos |       |                     |                |                |       |

| Turrialba        | 2 - 0 | Real Pococí   | Rafael Ángel Camacho | 8 de noviembre | 15:00 |
| Osa              | 1 - 0 | Coto Brus     | Ciudad Cortés        | 8 de noviembre | 15:00 |
| Aserrí FC        | 1 - 1 | AS Puma       | ST Center            | 8 de noviembre | 15:00 |
| Cariari          | 2 - 1 | Barrio México | Comunal              | 8 de noviembre | 15:00 |
| Libre: Jacó Rays |       |               |                      |                |       |

## Fase Final
|  | Cuartos de final                                       | Cuartos de final                                       | Cuartos de final                                       |   |                 | Semifinales                                 | Semifinales                                 | Semifinales                                 |  |  | Final                                        | Final                                        | Final                                        |
|  | Ida: 14 y 15 de noviembre Vuelta: 21 y 22 de noviembre | Ida: 14 y 15 de noviembre Vuelta: 21 y 22 de noviembre | Ida: 14 y 15 de noviembre Vuelta: 21 y 22 de noviembre |   |                 | Ida: 29 de noviembre Vuelta: 6 de diciembre | Ida: 29 de noviembre Vuelta: 6 de diciembre | Ida: 29 de noviembre Vuelta: 6 de diciembre |  |  | Ida: 13 de diciembre Vuelta: 20 de diciembre | Ida: 13 de diciembre Vuelta: 20 de diciembre | Ida: 13 de diciembre Vuelta: 20 de diciembre |
|  |                                                        |                                                        |                                                        |   |                 |                                             |                                             |                                             |  |  |                                              |                                              |                                              |
|  | AS Puma                                                | 2                                                      | 1                                                      |   |                 |                                             |                                             |                                             |  |  |                                              |                                              |                                              |
|  | San Carlos                                             | 2                                                      | 0                                                      |   |                 |                                             |                                             |                                             |  |  |                                              |                                              |                                              |
|  | San Carlos                                             | 2                                                      | 0                                                      |   | AS Puma         | 1                                           | 2                                           |                                             |  |  |                                              |                                              |                                              |
|  |                                                        |                                                        |                                                        |   | AS Puma         | 1                                           | 2                                           |                                             |  |  |                                              |                                              |                                              |
|  |                                                        | Municipal Grecia                                       | 0                                                      | 1 |                 |                                             |                                             |                                             |  |  |                                              |                                              |                                              |
|  | Municipal Grecia                                       | Municipal Grecia                                       | 0                                                      | 1 | 0               | 3                                           |                                             |                                             |  |  |                                              |                                              |                                              |
|  | Municipal Grecia                                       |                                                        |                                                        |   | 0               | 3                                           |                                             |                                             |  |  |                                              |                                              |                                              |
|  | CD. Barrio México                                      | 2                                                      | 1                                                      |   |                 |                                             |                                             |                                             |  |  |                                              |                                              |                                              |
|  |                                                        |                                                        |                                                        |   |                 |                                             |                                             |                                             |  |  | AS Puma                                      | 1                                            | 2                                            |
|  |                                                        |                                                        | Guanacasteca                                           | 2 | 0               |                                             |                                             |                                             |  |  |                                              |                                              |                                              |
|  | Jacó Rays FC                                           | 0                                                      | 2                                                      |   |                 |                                             |                                             |                                             |  |  |                                              |                                              |                                              |
|  | Jicaral Sercoba                                        | 2                                                      | 2                                                      |   |                 |                                             |                                             |                                             |  |  |                                              |                                              |                                              |
|  | Jicaral Sercoba                                        | 2                                                      | 2                                                      |   | Jicaral Sercoba | 1                                           | 0                                           |                                             |  |  |                                              |                                              |                                              |
|  |                                                        |                                                        |                                                        |   | Jicaral Sercoba | 1                                           | 0                                           |                                             |  |  |                                              |                                              |                                              |
|  |                                                        | Guanacasteca                                           | 2                                                      | 0 |                 |                                             |                                             |                                             |  |  |                                              |                                              |                                              |
|  | Guanacasteca                                           | Guanacasteca                                           | 2                                                      | 0 | 1               | 2                                           |                                             |                                             |  |  |                                              |                                              |                                              |
|  | Guanacasteca                                           |                                                        |                                                        |   | 1               | 2                                           |                                             |                                             |  |  |                                              |                                              |                                              |
|  | Selección de Osa                                       | 0                                                      | 2                                                      |   |                 |                                             |                                             |                                             |  |  |                                              |                                              |                                              |

## Cuartos de final

### AS Puma Generaleña-San Carlos
| 19 de noviembre de 2015 - 11:00 | AS Puma          | 2 - 2 (0:2) | San Carlos                  | Polideportivo de Pérez Zeledón, San Isidro de El General |                           |
|                                 | González 53' 62' |             | 22' Rodríguez · 40' Ramírez | Árbitro(s): Geiner Zúñiga                                | Árbitro(s): Geiner Zúñiga |

| 21 de noviembre de 2015 - 19:30 | San Carlos | 0 - 1 (0:0) | AS Puma    | Estadio Carlos Ugalde, Ciudad Quesada |                           |
|                                 |            |             | Chinchilla | Árbitro(s): Rónald Arroyo             | Árbitro(s): Rónald Arroyo |
| Ganador 1                       |            |             |            |                                       |                           |

### Municipal Grecia-Barrio México
| 15 de noviembre de 2015 - 11:00 | Municipal Grecia | 0-2 (0:0) | Barrio México                 | Estadio Allen Riggioni, Grecia |                          |
|                                 |                  |           | 51' (a.g.) Zamora · 90' Marín | Árbitro(s): Josué Ugalde       | Árbitro(s): Josué Ugalde |

| 21 de noviembre de 2015 - 15:00 | Barrio México    | 1:3 (1:1) | Municipal Grecia             | Estadio Coyella Fonseca, Guadalupe |                           |
|                                 | Marín 17' (pen.) |           | 24' Jiménez · 39' 41' Torres | Árbitro(s): Isaac Mendoza          | Árbitro(s): Isaac Mendoza |
| Ganador 2                       |                  |           |                              |                                    |                           |

### Jacó Rays-Jicaral Sercoba
| 14 de noviembre de 2015 - 15:00 | Jacó Rays FC | 0 - 2 (0:2) | Jicaral Sercoba | Estadio de Garabito, Jacó |  |
|                                 |              |             |                 | Árbitro(s): Danny Lobo    |  |

| 22 de noviembre de 2015 - 11:15 | Jicaral Sercoba    | 2 - 2 (1:1) | Jacó Rays FC | Estadio Luis Antonio Briceño, Jicaral |                             |
|                                 | Barahona · Sánchez |             | Valerio      | Árbitro(s): Benjamín Pineda           | Árbitro(s): Benjamín Pineda |
| Ganador 3                       |                    |             |              |                                       |                             |

### Guanacasteca-Selección de Osa
| 15 de noviembre de 2015 - 11:00 | Guanacasteca | 1 - 0 (0:0) | Selección de Osa | Estadio Chorotega, Nicoya   |                             |
|                                 | Mora         |             |                  | Árbitro(s): Steven Madrigal | Árbitro(s): Steven Madrigal |

| 22 de noviembre de 2015 - 14:00 | Selección de Osa              | 2 - 2 (0:1) | Guanacasteca            | Estadio Municipal de Ciudad Cortés, Osa |                           |
|                                 | Picado 65' (pen.) · Salas 85' |             | 41' Meis · 75' Paniagua | Árbitro(s): Johnny Quirós               | Árbitro(s): Johnny Quirós |
| Ganador 4                       |                               |             |                         |                                         |                           |

## Semifinales

### AS Puma Generaleña-Municipal Grecia
| 29 de noviembre de 2015 - 15:00 | AS Puma    | 1-0 (0:0) | Municipal Grecia | Estadio Municipal de Pérez Zeledón, San Isidro de El General |                             |
|                                 | Fallas 73' |           |                  | Árbitro(s): Steven Madrigal                                  | Árbitro(s): Steven Madrigal |

| 6 de diciembre de 2015 - 15:00 | Municipal Grecia | 1-2 (0:0) | AS Puma                      | Estadio Allen Riggioni, Grecia |                        |
|                                | Cubero 47'       |           | 97' Chinchilla · 100' Gamboa | Árbitro(s): Danny Lobo         | Árbitro(s): Danny Lobo |

### Guanacasteca-Jicaral Sercoba
| 29 de noviembre de 2015 - 11:00 | Guanacasteca                    | 2 - 1 (1:1) | Jicaral Sercoba | Estadio Chorotega, Nicoya |                           |
|                                 | Martínez 25' (pen.) · Masís 83' |             | 28' Angulo      | Árbitro(s): Geiner Zúñiga | Árbitro(s): Geiner Zúñiga |

| 6 de diciembre de 2015 - 11:15 | Jicaral Sercoba | 0-0 (0:0) | Guanacasteca | Estadio Luis Antonio Briceño, Jicaral |  |
|                                |                 |           |              | Árbitro(s): Josué Ugalde              |  |

### Guanacasteca-AS Puma Generaleña
| 13 de diciembre de 2015 - 11:00 | Guanacasteca | - | AS Puma | Estadio Chorotega, Nicoya |  |
|                                 |              |   |         | Árbitro(s): Danny Lobo    |  |

| 20 de diciembre de 2015 - 15:00 | AS Puma | - | Guanacasteca | Estadio Municipal de Pérez Zeledón, San Isidro de El General |  |

#### Final - Ida
| 25    | POR   | Edgar Villalobos |     |
| 19    | DEF   | Alex Matarrita   |     |
| 4     | DEF   | Roberto Brito    |     |
| 8     | DEF   | Jason Prendas    |     |
| 14    | DEF   | Darío Coronado   |     |
| 20    | MED   | José Mora        |     |
| 6     | MED   | Anthony Dinarte  |     |
| 23    | MED   | Michael Durán    | 46' |
| 21    | MED   | Kevin García     |     |
| 13    | DEL   | Francisco Zapata |     |
| 2     | DEL   | Marco Paniagua   |     |
| D. T. | D. T. | Luis Molina      |     |

| 22    | POR   | Jussef Delgado     |  |
| 15    | DEF   | Róger Fallas       |  |
| 26    | DEF   | Asdrúbal Gibbons   |  |
| 3     | DEF   | Greivin Chinchilla |  |
| 7     | DEF   | Albán Gómez        |  |
| 6     | MED   | David Solano       |  |
| 28    | MED   | Jordy Robles       |  |
| 29    | MED   | Christian Bermúdez |  |
| 24    | MED   | Steven Gamboa      |  |
| 12    | DEL   | Luis González      |  |
| 9     | DEL   | Marvin Chinchilla  |  |
| D. T. | D. T. | Edgar Carvajal     |  |

| 10 | Delantero      | Carlos Masís   | 46'   |
| 12 | Centrocampista | Luis Cervantes | Entró |
| 11 | Delantero      | Leandro Meis   | Entró |

| 8  | Centrocampista | Julio Elizondo      | Entró |
| 27 | Delantero      | Jean Carlo Carvajal | Entró |
| 11 | Delantero      | Aarón Solórzano     | Entró |

| 1' · 52' | Francisco Zapata Carlos Masís | 1:0 2:1 |

| 23' | Jordy Robles | 1:1 |

| 79' · 90+3' | Carlos Masís Luis Cervantes |

| 73' · 81' | Róger Fallas Julio Elizondo |

| Principal  | Danny Lobo            |
| Asistentes | Luis Granados         |
|            | José Ovidio Solórzano |
| Cuarto     | Steven Madrigal       |

|                    |   |   |
| Tiros              | - | - |
| Tiros a puerta     | - | - |
| Faltas             | - | - |
| Saques de esquina  | - | - |
| Penaltis           | - | - |
| Fueras de juego    | - | - |
| Posesión del balón | % | % |

| Alineación inicial |

| 25    | POR   | Edgar Villalobos |     |
| 19    | DEF   | Alex Matarrita   |     |
| 4     | DEF   | Roberto Brito    |     |
| 8     | DEF   | Jason Prendas    |     |
| 14    | DEF   | Darío Coronado   |     |
| 20    | MED   | José Mora        |     |
| 6     | MED   | Anthony Dinarte  |     |
| 23    | MED   | Michael Durán    | 46' |
| 21    | MED   | Kevin García     |     |
| 13    | DEL   | Francisco Zapata |     |
| 2     | DEL   | Marco Paniagua   |     |
| D. T. | D. T. | Luis Molina      |     |

| 22    | POR   | Jussef Delgado     |  |
| 15    | DEF   | Róger Fallas       |  |
| 26    | DEF   | Asdrúbal Gibbons   |  |
| 3     | DEF   | Greivin Chinchilla |  |
| 7     | DEF   | Albán Gómez        |  |
| 6     | MED   | David Solano       |  |
| 28    | MED   | Jordy Robles       |  |
| 29    | MED   | Christian Bermúdez |  |
| 24    | MED   | Steven Gamboa      |  |
| 12    | DEL   | Luis González      |  |
| 9     | DEL   | Marvin Chinchilla  |  |
| D. T. | D. T. | Edgar Carvajal     |  |

| 10 | Delantero      | Carlos Masís   | 46'   |
| 12 | Centrocampista | Luis Cervantes | Entró |
| 11 | Delantero      | Leandro Meis   | Entró |

| 8  | Centrocampista | Julio Elizondo      | Entró |
| 27 | Delantero      | Jean Carlo Carvajal | Entró |
| 11 | Delantero      | Aarón Solórzano     | Entró |

| 1' · 52' | Francisco Zapata Carlos Masís | 1:0 2:1 |

| 23' | Jordy Robles | 1:1 |

| 79' · 90+3' | Carlos Masís Luis Cervantes |

| 73' · 81' | Róger Fallas Julio Elizondo |

| Principal  | Danny Lobo            |
| Asistentes | Luis Granados         |
|            | José Ovidio Solórzano |
| Cuarto     | Steven Madrigal       |

|                    |   |   |
| Tiros              | - | - |
| Tiros a puerta     | - | - |
| Faltas             | - | - |
| Saques de esquina  | - | - |
| Penaltis           | - | - |
| Fueras de juego    | - | - |
| Posesión del balón | % | % |

| Alineación inicial |

| 25    | POR   | Edgar Villalobos |     |
| 19    | DEF   | Alex Matarrita   |     |
| 4     | DEF   | Roberto Brito    |     |
| 8     | DEF   | Jason Prendas    |     |
| 14    | DEF   | Darío Coronado   |     |
| 20    | MED   | José Mora        |     |
| 6     | MED   | Anthony Dinarte  |     |
| 23    | MED   | Michael Durán    | 46' |
| 21    | MED   | Kevin García     |     |
| 13    | DEL   | Francisco Zapata |     |
| 2     | DEL   | Marco Paniagua   |     |
| D. T. | D. T. | Luis Molina      |     |

| 22    | POR   | Jussef Delgado     |  |
| 15    | DEF   | Róger Fallas       |  |
| 26    | DEF   | Asdrúbal Gibbons   |  |
| 3     | DEF   | Greivin Chinchilla |  |
| 7     | DEF   | Albán Gómez        |  |
| 6     | MED   | David Solano       |  |
| 28    | MED   | Jordy Robles       |  |
| 29    | MED   | Christian Bermúdez |  |
| 24    | MED   | Steven Gamboa      |  |
| 12    | DEL   | Luis González      |  |
| 9     | DEL   | Marvin Chinchilla  |  |
| D. T. | D. T. | Edgar Carvajal     |  |

| 10 | Delantero      | Carlos Masís   | 46'   |
| 12 | Centrocampista | Luis Cervantes | Entró |
| 11 | Delantero      | Leandro Meis   | Entró |

| 8  | Centrocampista | Julio Elizondo      | Entró |
| 27 | Delantero      | Jean Carlo Carvajal | Entró |
| 11 | Delantero      | Aarón Solórzano     | Entró |

| 1' · 52' | Francisco Zapata Carlos Masís | 1:0 2:1 |

| 23' | Jordy Robles | 1:1 |

| 79' · 90+3' | Carlos Masís Luis Cervantes |

| 73' · 81' | Róger Fallas Julio Elizondo |

| Principal  | Danny Lobo            |
| Asistentes | Luis Granados         |
|            | José Ovidio Solórzano |
| Cuarto     | Steven Madrigal       |

|                    |   |   |
| Tiros              | - | - |
| Tiros a puerta     | - | - |
| Faltas             | - | - |
| Saques de esquina  | - | - |
| Penaltis           | - | - |
| Fueras de juego    | - | - |
| Posesión del balón | % | % |

| Alineación inicial |

| 25    | POR   | Edgar Villalobos |     |
| 19    | DEF   | Alex Matarrita   |     |
| 4     | DEF   | Roberto Brito    |     |
| 8     | DEF   | Jason Prendas    |     |
| 14    | DEF   | Darío Coronado   |     |
| 20    | MED   | José Mora        |     |
| 6     | MED   | Anthony Dinarte  |     |
| 23    | MED   | Michael Durán    | 46' |
| 21    | MED   | Kevin García     |     |
| 13    | DEL   | Francisco Zapata |     |
| 2     | DEL   | Marco Paniagua   |     |
| D. T. | D. T. | Luis Molina      |     |

| 22    | POR   | Jussef Delgado     |  |
| 15    | DEF   | Róger Fallas       |  |
| 26    | DEF   | Asdrúbal Gibbons   |  |
| 3     | DEF   | Greivin Chinchilla |  |
| 7     | DEF   | Albán Gómez        |  |
| 6     | MED   | David Solano       |  |
| 28    | MED   | Jordy Robles       |  |
| 29    | MED   | Christian Bermúdez |  |
| 24    | MED   | Steven Gamboa      |  |
| 12    | DEL   | Luis González      |  |
| 9     | DEL   | Marvin Chinchilla  |  |
| D. T. | D. T. | Edgar Carvajal     |  |

| 10 | Delantero      | Carlos Masís   | 46'   |
| 12 | Centrocampista | Luis Cervantes | Entró |
| 11 | Delantero      | Leandro Meis   | Entró |

| 8  | Centrocampista | Julio Elizondo      | Entró |
| 27 | Delantero      | Jean Carlo Carvajal | Entró |
| 11 | Delantero      | Aarón Solórzano     | Entró |

| 1' · 52' | Francisco Zapata Carlos Masís | 1:0 2:1 |

| 23' | Jordy Robles | 1:1 |

| 79' · 90+3' | Carlos Masís Luis Cervantes |

| 73' · 81' | Róger Fallas Julio Elizondo |

| Principal  | Danny Lobo            |
| Asistentes | Luis Granados         |
|            | José Ovidio Solórzano |
| Cuarto     | Steven Madrigal       |

|                    |   |   |
| Tiros              | - | - |
| Tiros a puerta     | - | - |
| Faltas             | - | - |
| Saques de esquina  | - | - |
| Penaltis           | - | - |
| Fueras de juego    | - | - |
| Posesión del balón | % | % |

| Alineación inicial |

#### Final - Vuelta
| 22    | POR   | Jussef Delgado     |  |
| 3     | DEF   | Greivin Chinchilla |  |
| 7     | DEF   | Albán Gómez        |  |
| 15    | DEF   | Róger Fallas       |  |
| 26    | DEF   | Asdrúbal Gibbons   |  |
| 8     | MED   | Julio Elizondo     |  |
| 10    | MED   | Anthony Calvo      |  |
| 24    | MED   | Steven Gamboa      |  |
| 28    | MED   | Jordy Robles       |  |
| 9     | DEL   | Marvin Chinchilla  |  |
| 12    | DEL   | Luis González      |  |
| D. T. | D. T. | Edgar Carvajal     |  |

| 25    | POR   | Edgar Villalobos |  |
| 4     | DEF   | Roberto Brito    |  |
| 8     | DEF   | Jason Prendas    |  |
| 14    | DEF   | Darío Coronado   |  |
| 19    | DEF   | Alex Matarrita   |  |
| 6     | MED   | Anthony Dinarte  |  |
| 20    | MED   | José Mora        |  |
| 21    | MED   | Kevin García     |  |
| 23    | MED   | Michael Durán    |  |
| 2     | DEL   | Marco Paniagua   |  |
| 13    | DEL   | Francisco Zapata |  |
| D. T. | D. T. | Luis Molina      |  |

| 11 | Centrocampista | Aarón Solórzano    | 74' |
| 25 | Centrocampista | Kevin Gamboa       | 77' |
| 29 | Centrocampista | Christian Bermúdez | 85' |

| 10 | Delantero      | Carlos Masís   | 42' |
| 12 | Centrocampista | Luis Cervantes | 46' |
| 9  | Delantero      | Joseph Carmona | 61' |

| 25' · 39' (pen.) | Asdrúbal Gibbons Anthony Calvo | 1:0 2:0 |

| Amonestado · Amonestado | Luis González Róger Fallas |

| Amonestado · Amonestado | Jason Prendas José Mora Alex Matarrita |

| Principal  | Josué Ugalde     |
| Asistentes | William Chow     |
|            | Ricardo Martínez |
| Cuarto     | Isaac Mendoza    |

|                    |   |   |
| Tiros              | - | - |
| Tiros a puerta     | - | - |
| Faltas             | - | - |
| Saques de esquina  | - | - |
| Penaltis           | - | - |
| Fueras de juego    | - | - |
| Posesión del balón | % | % |

| Alineación inicial |

| 22    | POR   | Jussef Delgado     |  |
| 3     | DEF   | Greivin Chinchilla |  |
| 7     | DEF   | Albán Gómez        |  |
| 15    | DEF   | Róger Fallas       |  |
| 26    | DEF   | Asdrúbal Gibbons   |  |
| 8     | MED   | Julio Elizondo     |  |
| 10    | MED   | Anthony Calvo      |  |
| 24    | MED   | Steven Gamboa      |  |
| 28    | MED   | Jordy Robles       |  |
| 9     | DEL   | Marvin Chinchilla  |  |
| 12    | DEL   | Luis González      |  |
| D. T. | D. T. | Edgar Carvajal     |  |

| 25    | POR   | Edgar Villalobos |  |
| 4     | DEF   | Roberto Brito    |  |
| 8     | DEF   | Jason Prendas    |  |
| 14    | DEF   | Darío Coronado   |  |
| 19    | DEF   | Alex Matarrita   |  |
| 6     | MED   | Anthony Dinarte  |  |
| 20    | MED   | José Mora        |  |
| 21    | MED   | Kevin García     |  |
| 23    | MED   | Michael Durán    |  |
| 2     | DEL   | Marco Paniagua   |  |
| 13    | DEL   | Francisco Zapata |  |
| D. T. | D. T. | Luis Molina      |  |

| 11 | Centrocampista | Aarón Solórzano    | 74' |
| 25 | Centrocampista | Kevin Gamboa       | 77' |
| 29 | Centrocampista | Christian Bermúdez | 85' |

| 10 | Delantero      | Carlos Masís   | 42' |
| 12 | Centrocampista | Luis Cervantes | 46' |
| 9  | Delantero      | Joseph Carmona | 61' |

| 25' · 39' (pen.) | Asdrúbal Gibbons Anthony Calvo | 1:0 2:0 |

| Amonestado · Amonestado | Luis González Róger Fallas |

| Amonestado · Amonestado | Jason Prendas José Mora Alex Matarrita |

| Principal  | Josué Ugalde     |
| Asistentes | William Chow     |
|            | Ricardo Martínez |
| Cuarto     | Isaac Mendoza    |

|                    |   |   |
| Tiros              | - | - |
| Tiros a puerta     | - | - |
| Faltas             | - | - |
| Saques de esquina  | - | - |
| Penaltis           | - | - |
| Fueras de juego    | - | - |
| Posesión del balón | % | % |

| Alineación inicial |

| 22    | POR   | Jussef Delgado     |  |
| 3     | DEF   | Greivin Chinchilla |  |
| 7     | DEF   | Albán Gómez        |  |
| 15    | DEF   | Róger Fallas       |  |
| 26    | DEF   | Asdrúbal Gibbons   |  |
| 8     | MED   | Julio Elizondo     |  |
| 10    | MED   | Anthony Calvo      |  |
| 24    | MED   | Steven Gamboa      |  |
| 28    | MED   | Jordy Robles       |  |
| 9     | DEL   | Marvin Chinchilla  |  |
| 12    | DEL   | Luis González      |  |
| D. T. | D. T. | Edgar Carvajal     |  |

| 25    | POR   | Edgar Villalobos |  |
| 4     | DEF   | Roberto Brito    |  |
| 8     | DEF   | Jason Prendas    |  |
| 14    | DEF   | Darío Coronado   |  |
| 19    | DEF   | Alex Matarrita   |  |
| 6     | MED   | Anthony Dinarte  |  |
| 20    | MED   | José Mora        |  |
| 21    | MED   | Kevin García     |  |
| 23    | MED   | Michael Durán    |  |
| 2     | DEL   | Marco Paniagua   |  |
| 13    | DEL   | Francisco Zapata |  |
| D. T. | D. T. | Luis Molina      |  |

| 11 | Centrocampista | Aarón Solórzano    | 74' |
| 25 | Centrocampista | Kevin Gamboa       | 77' |
| 29 | Centrocampista | Christian Bermúdez | 85' |

| 10 | Delantero      | Carlos Masís   | 42' |
| 12 | Centrocampista | Luis Cervantes | 46' |
| 9  | Delantero      | Joseph Carmona | 61' |

| 25' · 39' (pen.) | Asdrúbal Gibbons Anthony Calvo | 1:0 2:0 |

| Amonestado · Amonestado | Luis González Róger Fallas |

| Amonestado · Amonestado | Jason Prendas José Mora Alex Matarrita |

| Principal  | Josué Ugalde     |
| Asistentes | William Chow     |
|            | Ricardo Martínez |
| Cuarto     | Isaac Mendoza    |

|                    |   |   |
| Tiros              | - | - |
| Tiros a puerta     | - | - |
| Faltas             | - | - |
| Saques de esquina  | - | - |
| Penaltis           | - | - |
| Fueras de juego    | - | - |
| Posesión del balón | % | % |

| Alineación inicial |

| 22    | POR   | Jussef Delgado     |  |
| 3     | DEF   | Greivin Chinchilla |  |
| 7     | DEF   | Albán Gómez        |  |
| 15    | DEF   | Róger Fallas       |  |
| 26    | DEF   | Asdrúbal Gibbons   |  |
| 8     | MED   | Julio Elizondo     |  |
| 10    | MED   | Anthony Calvo      |  |
| 24    | MED   | Steven Gamboa      |  |
| 28    | MED   | Jordy Robles       |  |
| 9     | DEL   | Marvin Chinchilla  |  |
| 12    | DEL   | Luis González      |  |
| D. T. | D. T. | Edgar Carvajal     |  |

| 25    | POR   | Edgar Villalobos |  |
| 4     | DEF   | Roberto Brito    |  |
| 8     | DEF   | Jason Prendas    |  |
| 14    | DEF   | Darío Coronado   |  |
| 19    | DEF   | Alex Matarrita   |  |
| 6     | MED   | Anthony Dinarte  |  |
| 20    | MED   | José Mora        |  |
| 21    | MED   | Kevin García     |  |
| 23    | MED   | Michael Durán    |  |
| 2     | DEL   | Marco Paniagua   |  |
| 13    | DEL   | Francisco Zapata |  |
| D. T. | D. T. | Luis Molina      |  |

| 11 | Centrocampista | Aarón Solórzano    | 74' |
| 25 | Centrocampista | Kevin Gamboa       | 77' |
| 29 | Centrocampista | Christian Bermúdez | 85' |

| 10 | Delantero      | Carlos Masís   | 42' |
| 12 | Centrocampista | Luis Cervantes | 46' |
| 9  | Delantero      | Joseph Carmona | 61' |

| 25' · 39' (pen.) | Asdrúbal Gibbons Anthony Calvo | 1:0 2:0 |

| Amonestado · Amonestado | Luis González Róger Fallas |

| Amonestado · Amonestado | Jason Prendas José Mora Alex Matarrita |

| Principal  | Josué Ugalde     |
| Asistentes | William Chow     |
|            | Ricardo Martínez |
| Cuarto     | Isaac Mendoza    |

|                    |   |   |
| Tiros              | - | - |
| Tiros a puerta     | - | - |
| Faltas             | - | - |
| Saques de esquina  | - | - |
| Penaltis           | - | - |
| Fueras de juego    | - | - |
| Posesión del balón | % | % |

| Alineación inicial |

| AS Puma Generaleña Campeonato #3. |
|                                   |